# 尚筱菊
尚筱菊（1995年8月29日—），本名尚震南，岳雲鵬徒弟。

## 经历
尚筱菊于2009年入德雲藝術傳習社，2016年8月30日，拜师成为“筱”字輩成员，和搭檔孫子釗同為德云二队演員。

## 影视作品

### 电视劇
| 首播年份 | 播出平台 | 節目名稱     | 角色 | 備註 |
| 2022年   | 愛奇藝   | 《瓦舍江湖》 | 八兩 |      |

### 常駐综艺
| 首播日期 | 首播日期          | 電視臺   | 節目名稱                   | 備註 |
| 2020年   | 10月15日-10月30日 | 騰訊視頻 | 《德云鬥笑社第一季》8-10期 | 助手 |
| 2021年   | 1月24日           | 東方衛視 | 《歡樂喜劇人第七季》       | 助教 |

## 音樂作品

### 单曲
| 发行日期 | 发行日期 | 歌曲名称 | 备注 |
| 2022年   | 6月17日  | 《阿秀》 |      |

## 外部連結
- 尚筱菊的新浪微博

| 从师   | 辈分   | 收徒 |
| 岳云鵬 | 第十代 | —    |